# Rotundabaloghia brasiliensis
Rotundabaloghia brasiliensis – gatunek roztocza z kohorty żukowców i rodziny Rotundabaloghiidae.
Gatunek ten został opisany w 2009 roku przez Jenő Kontschána.
Roztocz ten osiąga 300–310 μm długości idiosomy. Cechuje się tarczką brzuszną pozbawioną ornamentacji. Szczeciny sternalne drugiej i trzeciej pary wąskie i krótkie. Szczeciny wentralne na tarczce brzusznej pary drugiej, szóstej, siódmej i ósmej oraz szczeciny adanalne są długie. Krawędzie tych siódmej i ósmej pary owłosione. Dziewiąta para szczecin wentralnych nie występuje.
Gatunek znany z Brazylii.